# Bentley BR2
Il Bentley BR2 era un motore aeronautico rotativo a 9 cilindri raffreddato ad aria prodotto dall'azienda britannica Bentley Motors Limited negli anni dieci del XX secolo ed utilizzato in un buon numero di modelli di velivoli appartenenti alle nazioni della Triplice intesa che vennero utilizzati durante la prima guerra mondiale.

## Storia

### Sviluppo
Sviluppato dal BR1, venne progettato da W.O. Bentley con il fine di migliorarne le caratteristiche grazie anche all'aumento delle dimensioni della camera di scoppio. Il motore venne utilizzato dalla Royal Air Force (RAF) fino all'inizio degli anni venti. Fu l'ultimo motore di questo tipo impiegato dall'aviazione britannica e si può considerare come un esempio del massimo sviluppo raggiunto da questa tipologia di motori.
Il BR2, che come il BR1 aveva nove cilindri, erogava 230 hp (171 kW). Alesaggio e corsa erano rispettivamente di 139,7 e 180,34 mm. La cilindrata era di 24 941 cc mentre il valore di peso a vuoto si attestava sui 222 kg, solo 42 kg in più rispetto al suo predecessore.
La sua più nota applicazione è quella del Sopwith Snipe, il caccia monoposto standard RAF del primo dopoguerra, e sulla sua versione da attacco al suolo, il Sopwith TF-2 Salamander.

## Velivoli utilizzatori
Francia
- Nieuport Nightjar

 Regno Unito
- Boulton Paul Bobolink
- Gloster Sparrowhawk
- Parnall Panther
- Sopwith Salamander
- Sopwith Snipe